# Roger Excoffon
Roger Excoffon (7 de septiembre de 1910 - 30 de mayo de 1983) fue un tipógrafo y diseñador gráfico francés. Excoffon nació en Marsella, donde estudió derecho Universidad Aix-le-Provence, y luego se mudó a París para ser aprendiz de una imprenta.
Las mejores tipografías de Roger Excoffon son Mistral y Antique Olive, las fuentes que diseño Excoffon entre 1962 y 1966.
Las fuentes de Excoffon, como Antique Olive, tienen una vibrancia que no está en otras tipografías sans-serif, y fue el director de Fonderie Olive.

## Tipografías
Estas son las tipografías que diseño Roger Excoffon:
- Chambord (1949), Fonderie Olive
- Banco (1951), Fonderie Olive
- Mistral (1953), Fonderie Olive, también realizada por Amsterdam Type Foundry en 1955.
- Choc (1955), Fonderie Olive, también realizada por Amsterdam Type Foundry en 1964.
- Diane (1956), Fonderie Olive
- Calypso (1958) Fonderie Olive
- Antique Olive (1962-1966), Fonderie Olive